# Конструктивизм в архитектуре Перми
Здания в стиле конструктивизма были созданы в Перми в начале XX века.

## Дом Чекистов
Основная статья: Дом Чекистов

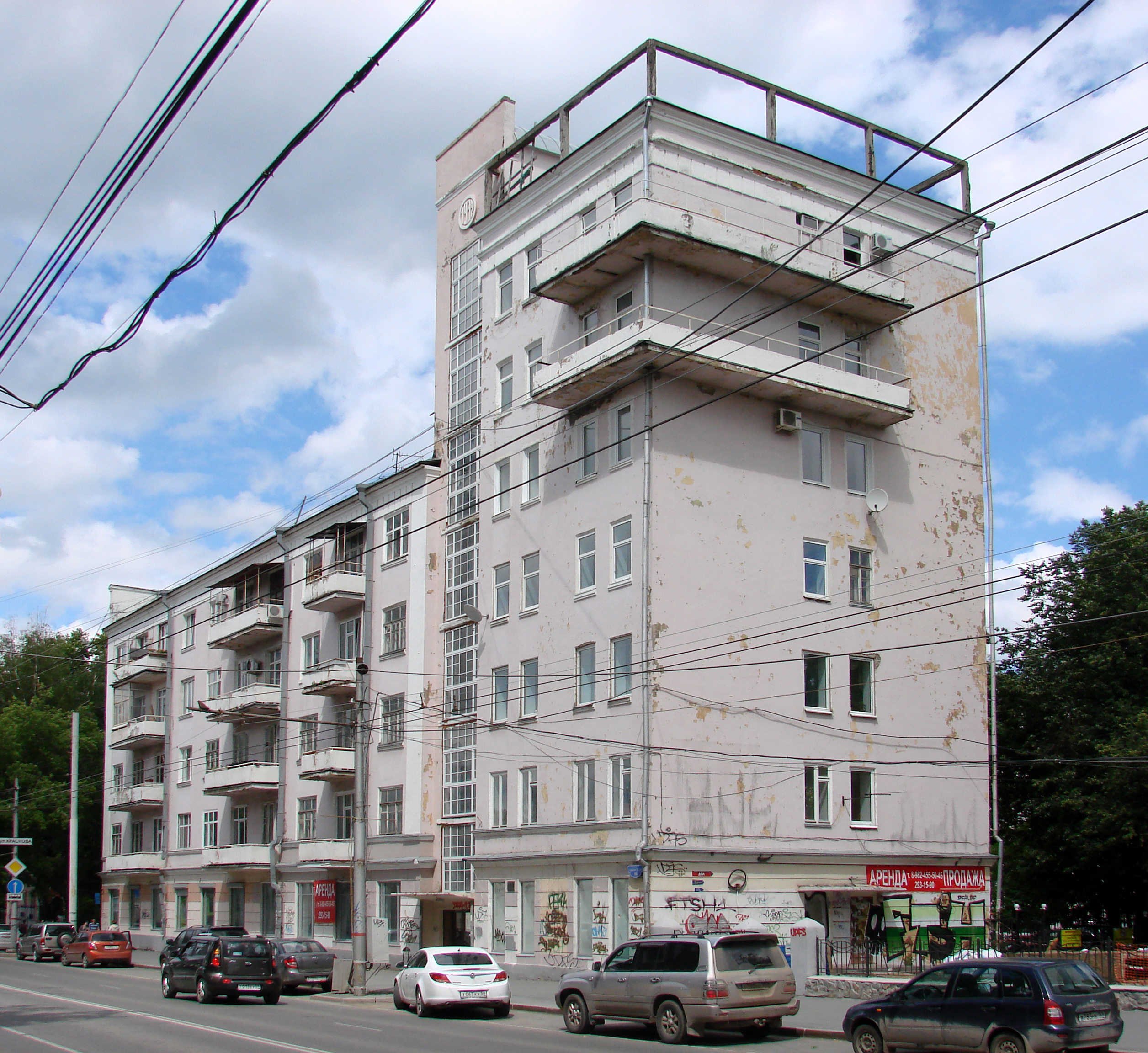
Дом Чекистов, ул Сибирская,30

Первое в истории Перми многоэтажное здание в стиле конструктивизма. Архитектор Н. А. Шварев. Годы строительства 1929—1932. В здании планировалось разместить прачечную и библиотеку, однако в результате оно стало жилым домом.
Существует городская легенда, согласно которой буква «С», в форме которой построен дом, должна была стать первой буквой фамилии «Сталин».

## Бывшая поликлиника № 1 ГКБ № 6

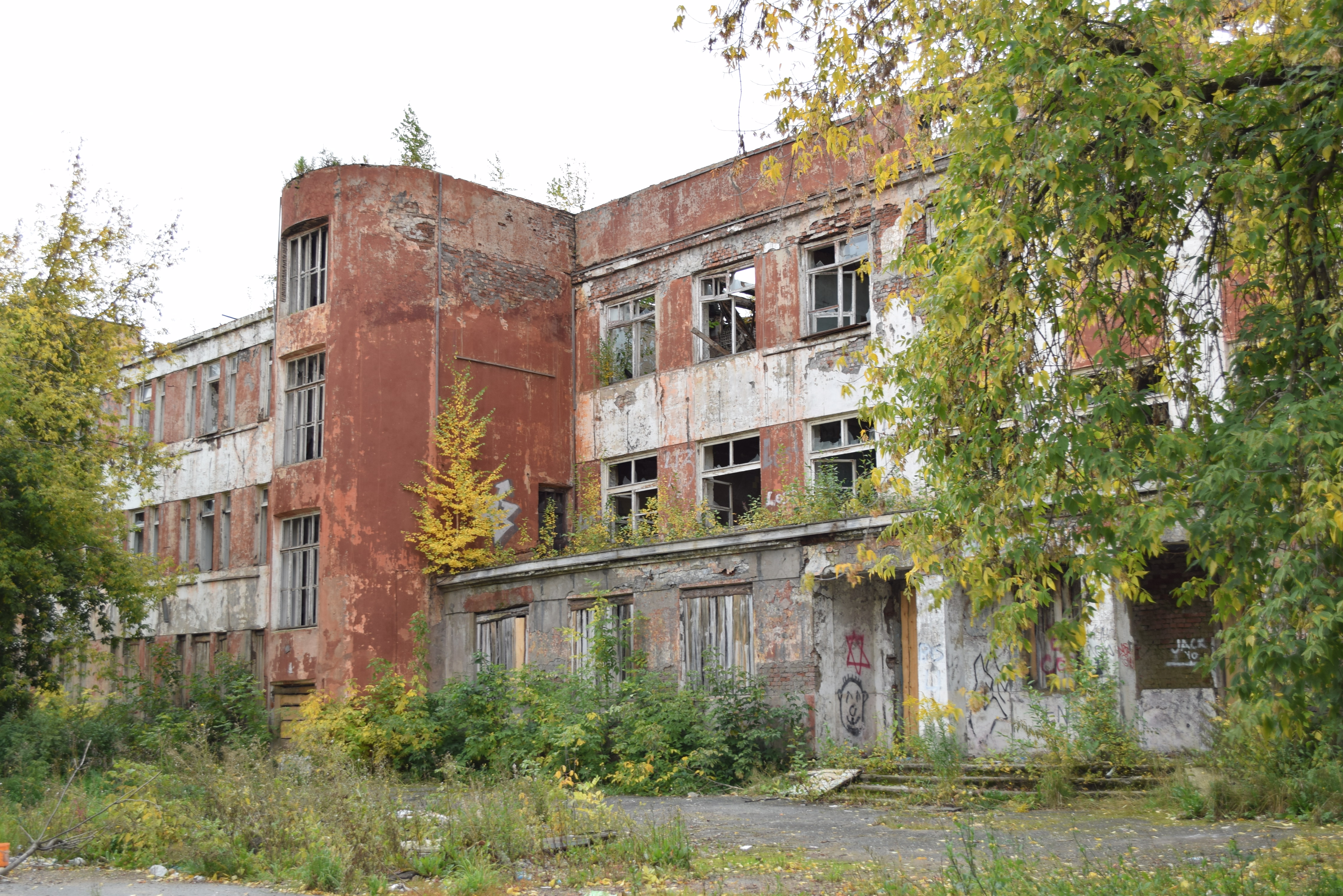
Бывшая поликлиника на Лебедева, 11

## Проектно-технологический институт экологии ТЭК

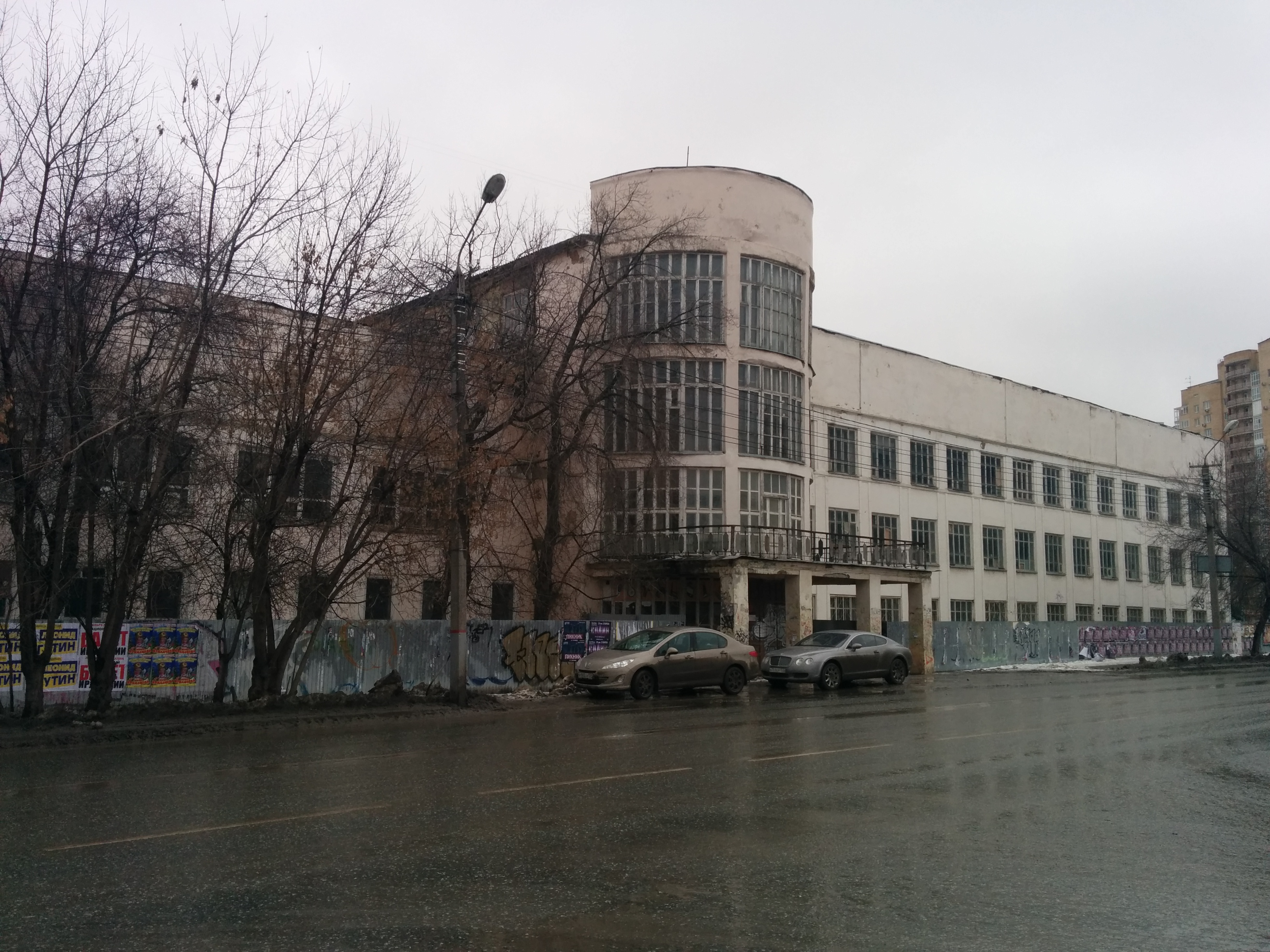

## Гостиница «Центральная»

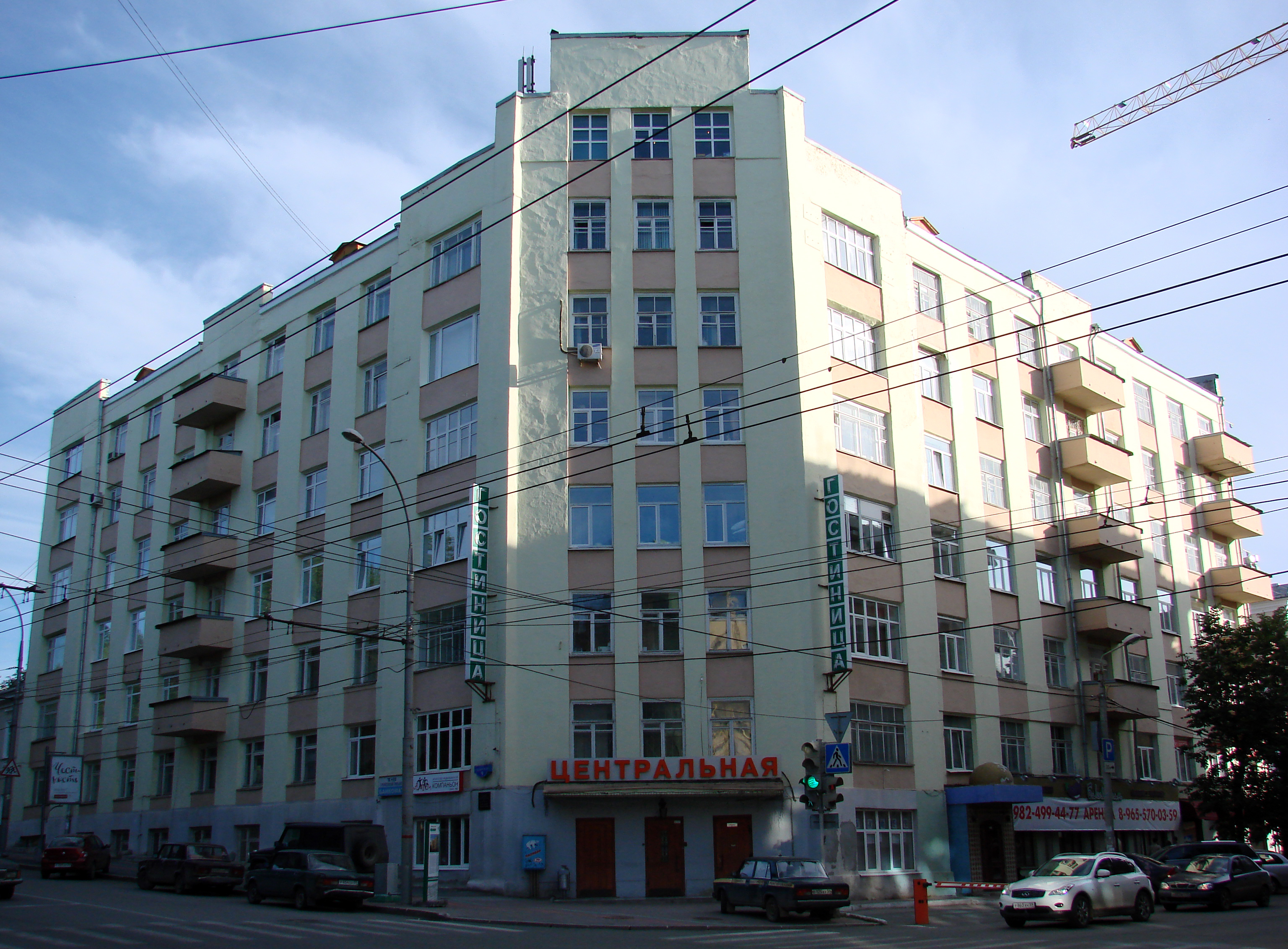
Гостиница «Центральная», ул Сибирская

Классический пример стиля.

## Общежитие механического техникума
Есть предположение, что здание построено по проекту швейцарского архитектора Ханнеса Майера, основателя немецкой архитектурной школы «Баухаус». Здание построено по ул. Уральской, 110.